# آنوپالابدی
آنوپالابدی (انگلیسی: anuapalabdhi)، عدم مَدرَک و ادراک.

## مکتبمیمامسا
در مکتب می مانسا (۶) مآخذ شناخت عبارتند از:
1. ادراک (pratyaksa)
2. استنتاج (anumana)
3. علم لفظی (Śabda)
4. قیاس (upamana)
5. ملازمت (arthapatti)
6. ادراک عدم مدرَک (anuapalabdhi)

## ادراک
«می مانسا سوترا» دربارهٔ ادراک می‌گوید: ادراک ظهور معرفتی است که از طریق حواس و بر اثر تماس حواس با روح مستفاد می‌شود. ادراک به نظر «پرابهاکارا» شناخت مستقیم است، یعنی عالم و معلوم و علم به اتفاق و بر سبیل مقارنه شناخت را پدید می‌آورند.

## علم وآگاهی
نزد عرف و فلاسفه میان علم و آگاهی دو امتیاز موجود است:
الف ـ در آگاهی شدت و ضعف تصور می‌شود ولی در علم، اجمال و تفصیل، تعمیق و تدقیق.
ب ـ علم (و همچنین لغت یونانی اپیستمی، اپیستمه) بدون متعلّق قابل فرض نمی‌باشد در حالی که تصور عدم وجود متعلّق برای آگاهی هیچ محذوری ندارد. به عبارت دیگر حمل «متعلّق داشتن» برای آگاهی تحلیلی نبوده تا سلب آن موجب تناقض و استحاله گردد.
هم چنان‌که عده ای از عرفای بودایی چنین ادعایی را در مورد آگاهی بیان داشته‌اند.